# Donation de Sutri

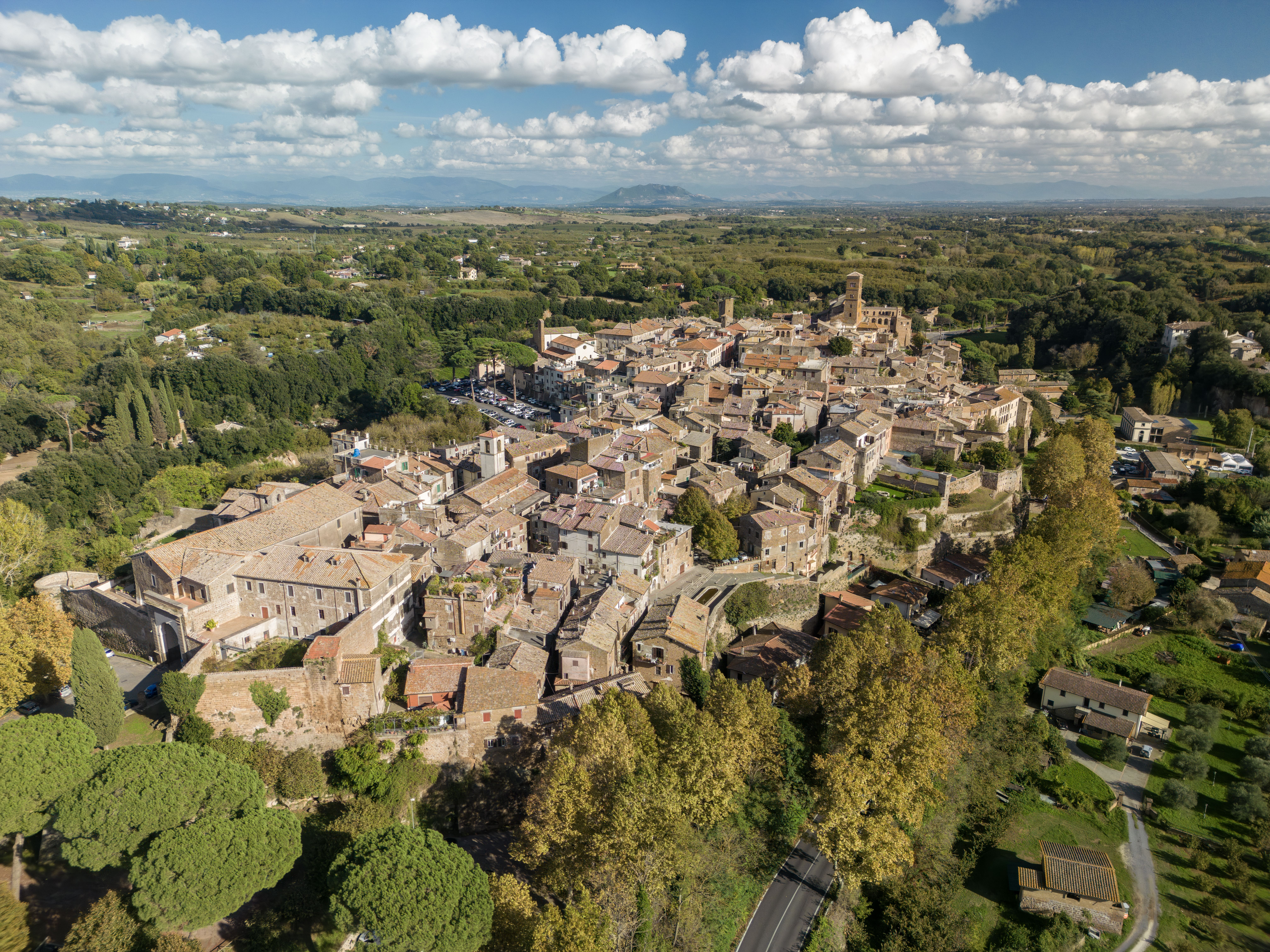
Vue panoramique de Sutri aujourd’hui.

La donation de Sutri est un accord signé en 728, dans la ville de Sutri (Latium), par lequel Liutprand, roi des Lombards, céda au pape Grégoire II cette ville et différentes localités de la région comme Vetralla, « à titre de don aux bienheureux apôtres Pierre et Paul ». En 743, Liutprand devait faire un second don à la papauté de villes-forteresses dont il s’était emparé confirmant de facto l’autorité pontificale sur les territoires de Rome et des environs dans le Latium. Cette entente devait constituer la première extension hors du duché de Rome de ce qui formait  le Patrimoine de saint Pierre et servir de précédent pour la « donation de Pépin » d’avril 754 entre Pépin le Bref et le pape Étienne II, prélude à la création des États pontificaux.

## Contexte historique

Le duché de Rome dans l’Empire byzantin en 717.

À la fin du VIIe siècle, sous le pape Grégoire Ier (r. 590-604), l’Église romaine avait été forcée de remplacer l’administration byzantine défaillante, prenant charge de la population de Rome et de ses environs après de nombreuses famines et épidémies de peste. Avec l’accord tacite de Constantinople et de l’exarchat de Ravenne, le pape avait, au nom de l’empereur, pris la responsabilité de l’administration civile et militaire du « Duché de Rome ». Dans ce cadre, le pape Grégoire avait dû à diverses reprises assurer l’ « imperium », c’est-à-dire le commandement des troupes byzantines stationnées à Rome, lequel s’ajoutait au rôle politique accru de la papauté dans laquelle les Lombards voyaient un facteur d’équilibre politique à l’intérieur de la péninsule italienne.
Peuple germanique, originaires de la Scandinavie méridionale, les Lombards avaient, en 567, quitté la Pannonie où ils étaient établis et, sous la conduite de leur roi  Alboïn avaient envahi l’Italie avec des bandes de Gépides, Saxons, Hérules et même d’Avars. Ils n’eurent aucune difficulté à vaincre les faibles troupes byzantines restées sur place sous le commandement du général Narsès,. Après s’être emparés de la ville de Forum Iulii (Cividale del Friuli), quartier général du magister militum local, Alboïn y établit le premier duché (ducatus) qu’il confia à son neveu, Gisulf à titre de « dux »,. Le terme choisi est significatif, indiquant d’une part que Alboïn entendait adopter les institutions romaines et d’autre part que, qualifié de « ducatus » (duché) et non de « comitatus » (comté), il s’agissait d’une structure administrative militaire propre à une frontière et non d’une administration civile. De là, Alboïn s’empara d’Aquilée, capitale de la Vénétie et important carrefour dans le nord-est. Après avoir conquis la Vénétie, Alboïn se dirigea vers la Ligurie, s’emparant de Milan en septembre 569. C’est là qu’il prit le titre de « dominus Italiae » (Seigneur d’Italie); la prise de Milan signifiait l’effondrement du système de défense byzantin dans le nord,.
Poursuivant leurs conquêtes vers le sud, les Lombards s’emparèrent progressivement de la fertile plaine du Pô. Un siècle plus tard, lorsque Liutprand fut élu roi des Lombards en 712, l’ensemble de l’Italie était sous leur domination à l’exception des duchés de Rome et de Ravenne et du corridor qui les reliait. Ce corridor coupait ses territoires le royaume lombard en deux, si bien que les duchés lombards de Spolète et de Bénévent, au sud, étaient pratiquement autonomes.

## La donation de Sutri

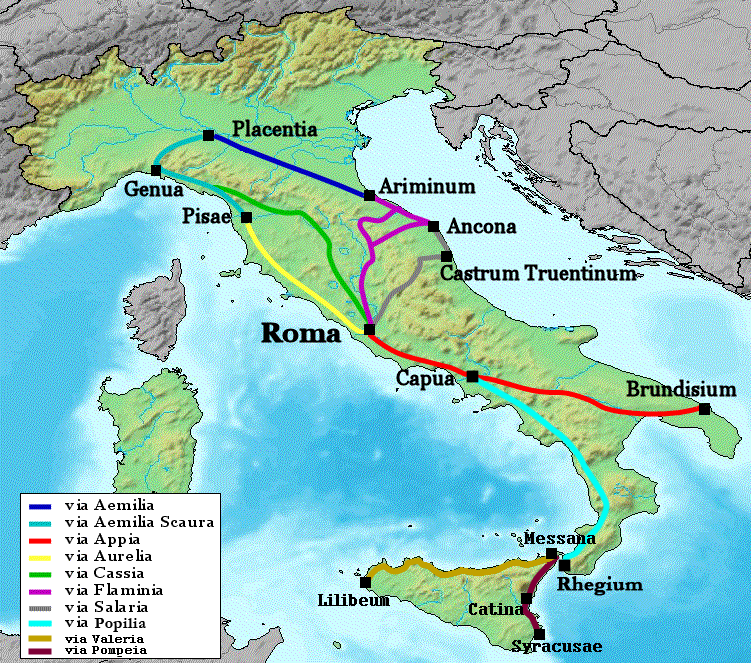
Les voies romaines en Italie.

Liutprand commença son règne en voulant établir sa domination sur l’ensemble des ducs lombards d’Italie. Mais pour se soumettre les duchés de Spolète et de Bénévent, il devait en priorité s’emparer du corridor allant de Rome à Ravenne. En 727 Il s’empara de Bologne, Osimo, Rimini et Ancona, de même que d’autres cités en Émilie et en Pentapole byzantine.
Lorsque le pape Grégoire II (r. 715-731) comprit les intentions de Liutprand il prit peur, car elles impliquaient la conquête de Rome. Toutefois, la campagne des Lombards changea de trajectoire l’année suivante lorsque ceux-ci s’emparèrent de la forteresse de Narni, située presque au centre géographique de l’Italie, laquelle commandait la Via Flaminia. Ayant échoué à défendre cette voie stratégique, les Byzantins concentrèrent leurs défenses sur la Via Amerina, la seule voie qui, partant de Rome, traversait l’Ombrie et le Picénum.
Les principales forteresses le long de la Via Amerina étaient Todi, Amelia et Orte au nord. Plus au sud se trouvaient les castra de Bomarzo, Sutri et Blera qui gardaient la Via Cassia. En 728, Liutprand s’empara du castrum de Sutri qui revêtait une importance stratégique pour le duché de Rome, dominant la voie romaine à Nepi et les routes allant vers Pérouse et la Toscane.
Le pape demanda alors directement à Liutprand de renoncer aux territoires qu’il venait de conquérir et de les retourner à l’exarchat byzantin de Ravenne. Ayant entretemps pris le contrôle des duchés rebelles de Spolète et de Bénévent, Liutprand qui était fort pieux et craignait les menaces de damnation éternelle proférées par le pape, accepta par la « donation de Sutri » de retourner Sutri et d’autres places du Latium non pas à l’exarchat de Ravenne mais à la papauté « comme cadeau aux bienheureux apôtres Pierre et Paul »,,. Ayant ainsi assuré le salut de son âme, Liutprand se souciait peu de savoir ce que le pape ferait de ces territoires par la suite.
Ce pacte devait constituer la première extension des territoires pontificaux hors du duché de Rome. Ils s’ajoutaient à ceux qui formaient déjà le « patrimoine de Saint Pierre » depuis la « donation de Constantin », dans laquelle l’empereur aurait déclaré l’Église apte à posséder des domaines comme le palais du Latran à Rome. Si cette donation était un faux, l’Église avait bien par contre la possession de nombreuses propriétés puisque l’Édit de Milan (313) promulgué par Constantin et Licinius ordonnait que soient retournés à l’Église les biens qui avaient été confisqués et dont la liste se trouvait dans le Liber Pontificalis. Dans les années précédant la « donation de Sutri », les Lombards avaient déjà fait retour à l’Église de divers domaines dans les Alpes cottiennes ainsi que la cité de Cumae.

## Les conséquences de cette donation

Croissance de l’Empire franc et du royaume lombard de 481 à 814.

Cette reconnaissance de facto, sinon de jure de l’autorité pontificale sur les territoires de Rome et des environs dans le Latium par les Lombards fut confirmée dans les années qui suivirent sous les pontificats de Grégoire III (r. 730-741) et Zacharie (r. 741-752).
En 739, Grégoire III devait utiliser dans une lettre qu’il adressait à Charles Martel, alors maire du palais du roi des Francs l’expression « populus peculiaris beati Petri », se référant aux populations des duchés de Rome, Ravenne et de la Pentapole, lesquels vivaient ensemble dans une république dont saint Pierre était le patron éponyme, représenté matériellement par le pape. La même année, Charles Martel devait s’allier à Liutprand pour reprendre la Provence.
De 739 à 741, s’ajoutèrent au territoire de Sutri les localités avoisinantes de Gallese, Amelia, Orte, Blera et Bomarzo. En 743, Liutprand devait à nouveau rétrocéder au pape Zacharie quatre villes dont il s’était emparé : Vetralla, Palestrina, Ninfa et Norma, de même que la partie de la Sabine qu’avait envahie le duc de Spolète trente ans auparavant.
La « donation de Sutri » servit de précédent pour la « donation de Pépin » signée entre Pépin le Bref (r. 751- 768), roi des Francs, et le pape Étienne II (r. 752-757) en avril 754 qui devait constituer un prélude décisif pour la création des États pontificaux. Ces territoires n’y sont plus reconnus comme la propriété personnelle du pape, mais comme un ensemble de territoires auxquels Pépin promit la protection militaire des Francs contre toute attaque des Lombards. En fonction de cette promesse, une campagne menée en 755 par Pépin contre le roi Lombard Aistulf força ce dernier à restituer à la papauté, non seulement les territoires lui ayant appartenu, incluant Ravenne et la Pentapole, mais plus généralement, ceux ayant appartenu à la « république des Romains ».
La « donation de Sutri » devait aussi servir de précédent pour la « donation de Constantin », document forgé probablement au VIIIe siècle par lequel l’empereur Constantin Ier aurait transféré au pape en 321 autorité non seulement sur Rome, mais également sur toute la partie occidentale de l’Empire romain. Ce document justifia, notamment au XIIIe siècle  les prétentions papales à une autorité absolue non seulement sur le plan spirituel mais aussi temporel. Ce document, forgé à une époque où le nouveau rôle politique des États pontificaux et de leur statut juridique était remis en cause, fut également utilisé par les premiers empereurs romains germaniques pour étayer leurs prétentions à la succession de l’Empire romain d’Occident basée sur le couronnement de Charlemagne par le pape en 800,.